# Alemania Fútbol Club
El Alemania FC fue un equipo de fútbol "amateur" de la colonia alemana residenciada en Venezuela, que fue activo en la primera mitad del siglo XX desde 1925 hasta 1935.

## Historia
Los albores del fútbol en Venezuela vieron un grupo de jugadores alemanes (que trabajaban en el Ferrocarril Puerto Cabello-Valencia) jugar en 1926 un partido amistoso en Puerto Cabello con el Centro Atlético de Caracas. Probablemente algunos de ellos jugaron en el "Alemania FC", cuando fue fundado en Caracas en 1925 con el teutónico nombre Deutscher Sport Verein Caribbean (creado originariamente en 1905 como organización deportiva).

Un grupo de alemanes residentes en Caracas, especialmente por los lados de la hoy avenida Vollmer (San Bernardino), sintieron las ganas de gritar “tor” (gol en alemán) y por ello fundaron en 1925 el 'Deutscher Sport Verein Caribbean', conocido popularmente y en la prensa caraqueña como solo "Alemania FC". Eleazar Perez

El equipo Alemania jugó solamente en dos competencias oficiales: en el XI Campeonato de la Primera División (1931) y en la Copa Venezuela de 1933.
Este equipo de colonia desapareció en 1935, pero en 1959 algunos exjugadores del mismo equipo fundaron el Germania de Miranda, un equipo de fútbol con jugadores alemanes y descendientes de alemanes que jugó hasta 1986 -en la categoría "aficionados"- en la mitad oriental de Caracas que estaba dentro del estado Miranda.

## Copas menores
Según el periodista deportivo Eleonor Perez: "…el Alemania jugó también: 1) la  'Copa Ellas'  en 1928 (el torneo se realizó en honor a la mujer venezolana; Centro Atlético, Deportivo Venezuela, Alemania DSV (Deutscher Sport Verein), Venzóleo y Unión SC fueron los participantes)…2) la  'Copa Nuñez'  en 1930 (Nueva Esparta —con sede en Caracas—, Dos Caminos, Centro Atlético y Alemania DSV fueron los participantes; el equipo de los inmigrantes alemanes quedó campeón)…3) la  'Copa Osram'  en 1930 (el torneo fue patrocinado por el fabricante de bombillos y lámparas Osram; así lo reseñó El Nuevo Diario: “La copa fue ganada por la Unión Deportiva Alemana”, en referencia al Alemania DSV)…y 4) en 1931 la  'Copa Alemania'  (John Strich, dueño de la cervecería alemana Strich en los Altos de Capitolio, patrocinó la Copa Alemania; Unión SC, Centro Atlético, Deportivo Venezuela, Dos Caminos, Loyola SC, Italia FC y Alemania DSV fueron los participantes.